# Красносоколье
Красносоколье — село в Красноуфимском округе Свердловской области. Единственный населённый пункт в составе Красносокольского сельского совета.

## История
Основано в 1649 году задолго до основания Красноуфимской крепости. Считается старейшим русским поселением в составе района. Соколы-сапсаны селились на скалах по р. Иргине в этом месте. Отсюда  появилось первое название поселения: деревня Соколье. В начале XVIII века в связи с открытием церкви в честь Преображения Господня населённый пункт получил новое название: село Преображенское. В 1924 году переименовано в село Красносоколье.

## География
Село расположено на реке Иргина в 42 километрах на северо-северо-запад от административного центра округа — города Красноуфимск. Самый западный населённый пункт Свердловской области, самая северная точка Красноуфимского округа и последнее поселение в составе области на реке Иргина.

### Часовой пояс
Красносоколье как и вся Свердловская область, находится в часовой зоне МСК+2. Смещение применяемого времени относительно UTC составляет +5:00.

## Население
| 2002 | 2010 | 2021 |
| ---- | ---- | ---- |
| 219  | ↘106 | ↘26  |

## Улицы
Село разделено на шесть улиц (Западная, Заречная, Луговая, Набережная, Советская, Центральная).